# Hattenheimer Mannberg

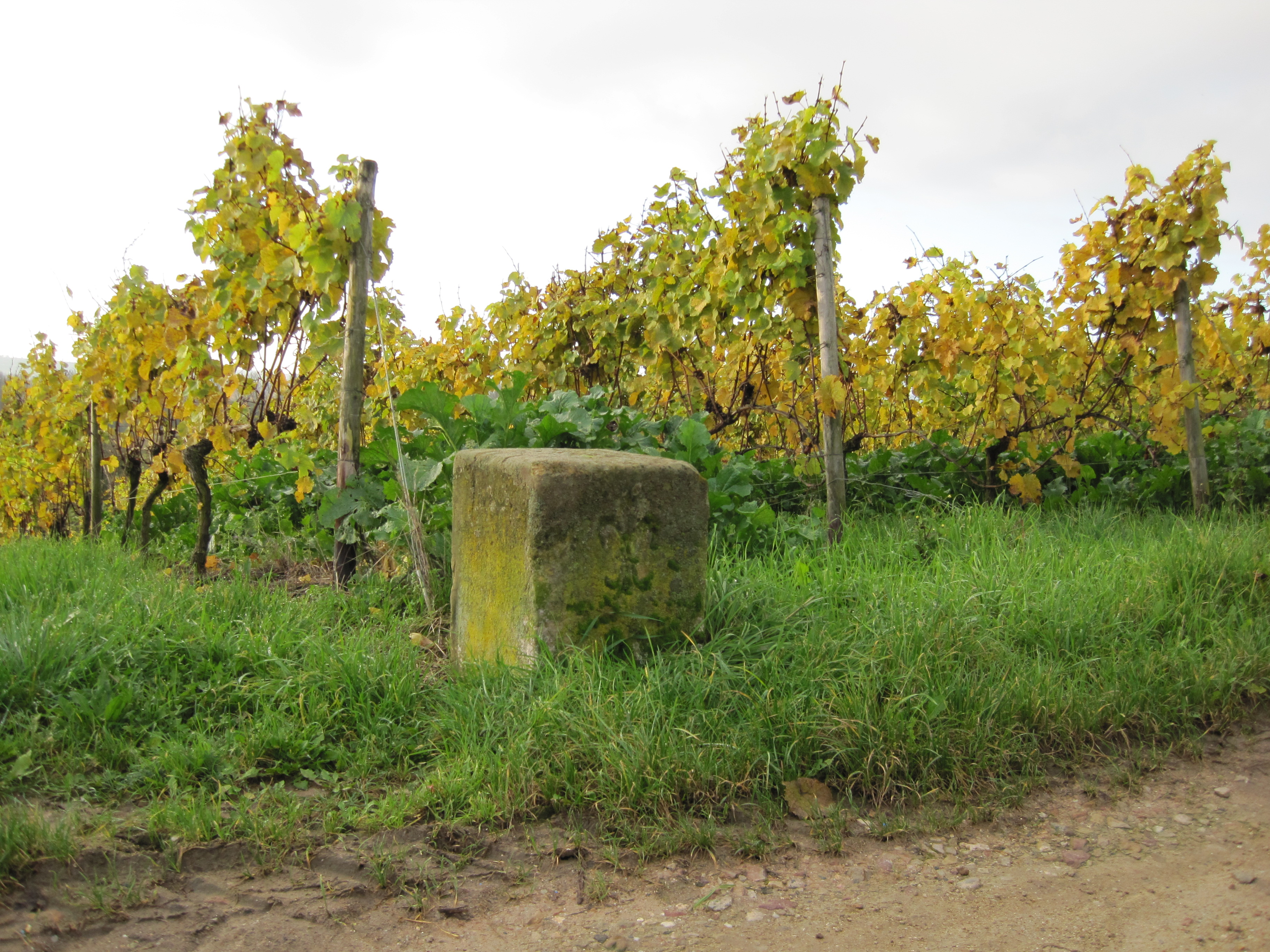
Güterstein mit dem Wappen der Familie Langwerth von Simmern

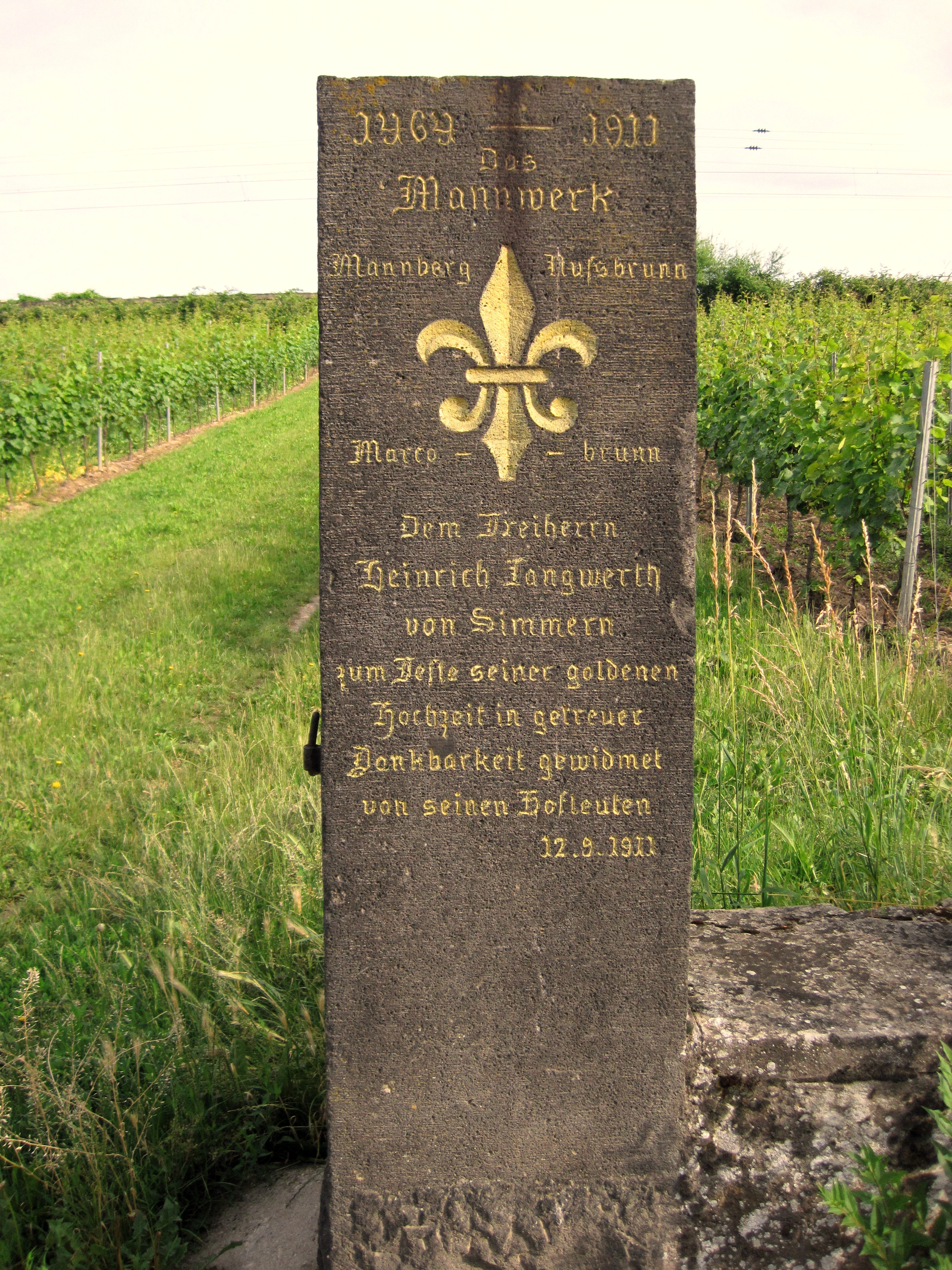
Gedenkstein im Hattenheimer Mannberg anlässlich der Goldenen Hochzeit Heinrich Langwerth von Simmerns im Jahr 1911.

Der Hattenheimer Mannberg (ursprünglich Mannwerk) ist eine südlich ausgerichtete Weinlage am östlichen Ortsausgang von Hattenheim im Rheingau, direkt an der alten Hauptstraße gelegen. Seine Größe umfasst 6,1 ha, die Neigung beträgt 8–12 Grad. Der Mannberg grenzt im Norden an die Hattenheimer Lagen Nussbrunnen und Wisselbrunnen und im Osten an den Erbacher Marcobrunn an.

## Namensursprung
Unter der alten Bezeichnung Mannwerk versteht man zum einen ein Flächenmaß unterschiedlicher Größe, das sich nach der Arbeitsleistung eines Mannes (unter Umständen unter Zuhilfenahme von Zugtieren) an einem Tag je nach Bodenbeschaffenheit und Art der Arbeit (Pflügen, Umgraben, Mähen) bemisst. Das Hattenheimer Mannwerk mit seiner Fläche von 32 ½ Morgen ist jedoch viel zu groß, um dieser Definition zu entsprechen. Nach anderer Auffassung sind Mannwerke Genossenschaften grundherrlicher Zinsbauern im Weinbau. Der Name Mannwerk ist dann auch auf die von solchen Genossenschaften bewirtschafteten Weinberge übergegangen. Im 19. Jahrhundert tauchte für die Hattenheimer Weinlage allmählich der Name Mannberg auf. Die Inschrift auf einem Gedenkstein aus dem Jahr 1911 anlässlich der goldenen Hochzeit des Freiherrn Heinrich Langwerth von Simmern lässt die Vermutung zu, dass das Hattenheimer Mannwerk nicht nur die Lage Mannberg, sondern ebenso die Lagen Nussbrunn(en) und Marcobrunn bewirtschaftet hat.

## Geschichte
Zunächst war der Weinberg, der im Süden ursprünglich bis an den Rhein grenzte, an die Cämmerer zu Worms verliehen. Im Jahr 1393 verpachtete Diether, Cämmerer zu Worms, sämtliche Güter, darunter den Weinberg Mannwerk an den Frühmesser zu Hattenheim, Johannes von Speyer auf fünf Jahre. Der Ertrag des Weinberges wurde auf 7 Fuder Wein jährlich geschätzt.
Als Letzter aus der Reihe der Cämmerer verstarb Adam Cämmerer am 18. Dezember 1463 kinderlos.
Die Cämmerer zu Worms bewirtschafteten den Weinberg nicht in Eigenbewirtschaftung, sondern als sogenannten Drittelweinberg: Ein Drittel des Bruttoertrages musste in Form von Naturalabgaben als Erbpachtzins gezahlt werden Die getretenen Trauben wurden in drei Bütten verteilt, von denen der Lehnsherr eine für sich auswählte.
Am 22. oder 27. Januar 1464 belehnte Herzog Ludwig I. von Pfalz-Zweibrücken seinen Kanzler Johann Langwerth von Simmern, seine männliche Erben und für den Fall, dass er keine männliche Erben bekommen sollte, seine Tochter mit dem Mannwerk als Mannlehen. Der Weinberg galt ab da als der wertvollste Besitz der Familie Langwerth von Simmern.
Bis 1636 wurden von den 32 ½ Morgen des Mannwerks nur 6 ½ Morgen von der Familie Langwerth von Simmern bewirtschaftet. Die übrigen 25 Morgen waren in 50 Stücken als Drittelweinberge in fremdem Besitz. Durch geschicktes Agieren der Familie konnte bis 1653 die Zahl der Drittelweinberge von 50 auf 39 reduziert werden, die Anzahl der selbst bewirtschafteten Weinberge stieg in der Folge von 7 ½ auf 14.
Für den Bau der Trasse der Nassauischen Rheinbahn, die 1856 eröffnet wurde, wurden 3 ½ Morgen des Mannberges von der Nassauischen Rhein Eisenbahn-Gesellschaft enteignet, der Weinberg durch die Bahn durchschnitten. Durch Zukäufe durch Heinrich Langwerth von Simmern konnten der Verlust wieder ausgeglichen werden.
Noch bis ins Jahr 1868 waren Teile des Mannbergs als Lehen an das Weingut vergeben.

## Weinlage
Auf tiefgründigem kalkhaltigem Lössboden wachsen im Mannberg Rieslinge allerhöchster Qualität. Die Weine sind körperreich und würzig mit einer vielschichtigen Fruchtkomponente, die häufig an Quitte erinnert.

## Eigentümer
Der größte Teil des Mannberges war über Jahrhunderte im Besitz des Weingutes Langwerth von Simmern aus Eltville und wurde auch als „Langwerther Urlage“ bezeichnet. 2018 wurde ein Teil der Rheingauer Weinbauflächen des Weingutes, darunter auch Teile, die zur Lage Mannberg gehören, an andere Weingüter verpachtet.
Der verbleibende Teil gehört den Hessischen Staatsweingütern.

## Wilhelm-Ruthe-Denkmal

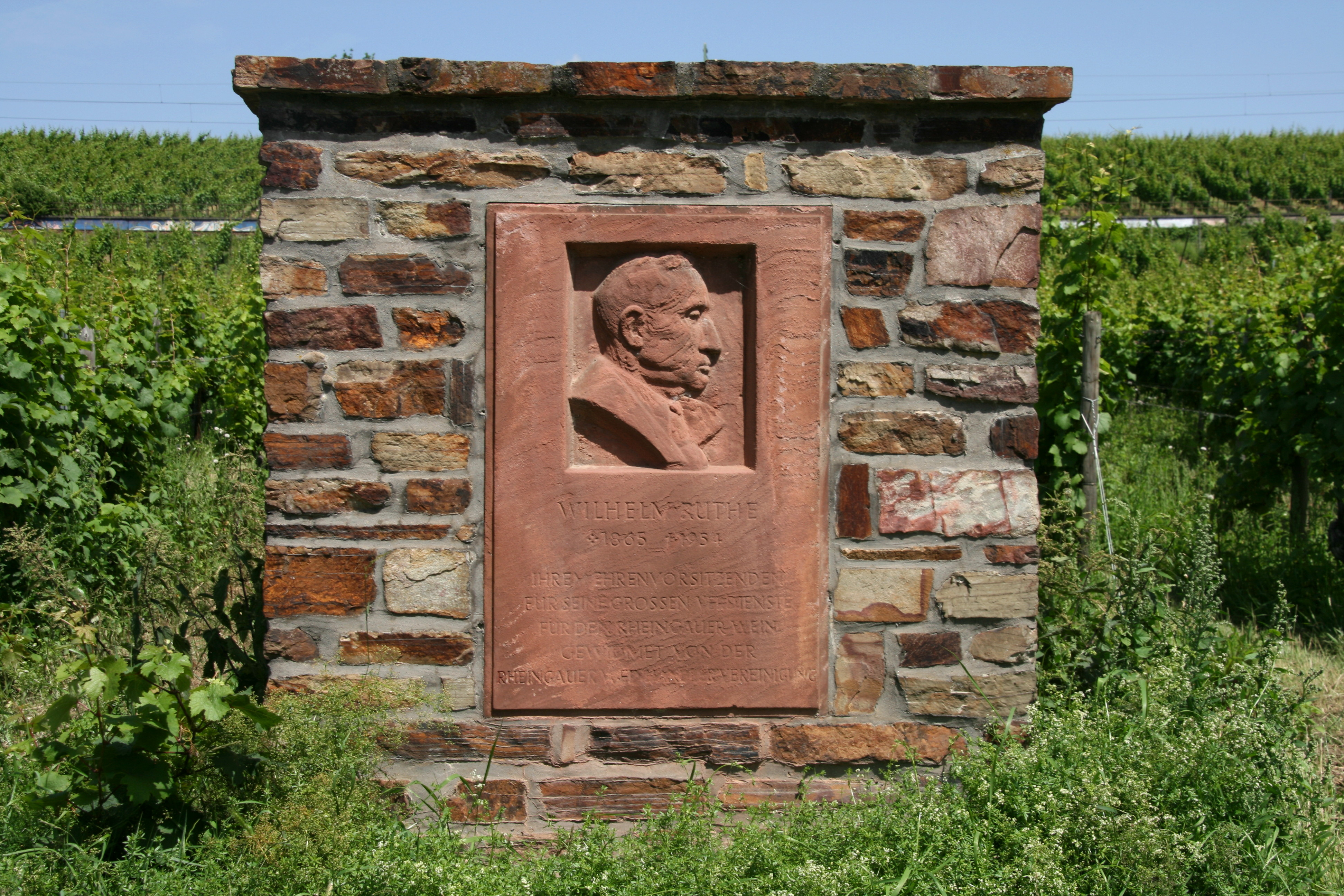
Wilhelm-Ruthe-Denkmal im Hattenheimer Mannberg

An der Landstraße zwischen Hattenheim und Erbach, westlich des Marcobrunnens, ließ die Rheingauer Weinhändlervereinigung zu Ehren ihres ehemaligen Vorsitzenden Wilhelm Ruthe (* 30. September 1865 in Jahnsfelde; † 23. November 1954 in Wiesbaden) ein Denkmal errichten.